# Ofelia Taitelbaum Yoselewich
Masha Taitelbaum Yoselewich (pronunciado /Yosélevich/ en fonética española; San José, 4 de enero de 1949), conocida como Ofelia Taitelbaum, es una exempresaria y expolítica costarricense. Fue Defensora de los Habitantes de Costa Rica entre 2009 y 2014, y diputada en el período entre los años 2006 y 2010 por el Partido Liberación Nacional.

## Trayectoria
Nació en San José, el 4 de enero de 1949 en el seno de una familia judía costarricense. Se licenció en Biología en la Universidad de Costa Rica, cursó estudios de administración de empresas en el INCAE y estudios de control de contaminación ambiental en Londres, Reino Unido. Fue Viceministra de Vivienda y Asentamientos Humanos en la primera administración Arias Sánchez (1986-1990), directora y luego vicepresidenta del Banco Hipotecario de la Vivienda (1994-2001). Ha sido directora y gerente general de diversas empresas y fundaciones, así como consultora internacional. Fue diputada por la provincia de San José en el período 2006-2010 durante el cual apoyó el Tratado de Libre Comercio con Estados Unidos que fue bastante controvertido. 
Fue elegida defensora de los Habitantes en el 2009. Su nombramiento fue polémico dada su cercanía al gobierno de Óscar Arias Sánchez y luego de Laura Chinchilla (al pertenecer al mismo partido). Fue reelegida en 2014.

## Acusación y cárcel
La ex defensora de los habitantes se ha visto envuelta en polémica desde que el Ministerio Público inició una investigación en su contra, debido a que una costurera de apellido Otárola, puso una denuncia en su contra, donde al intentar asegurarse en la CCSS figuraba como consultora en una empresa ligada a la ex defensora, donde habría recibido ¢32 millones de esa entidad, en un periodo de 5 años, dinero que asegura nunca recibió y por lo tanto no había declarado ante la Dirección General de Tributación del Ministerio de Hacienda. Ofelia Taitelbaum fue acusada por 32 delitos de falsificación de documentos y coacción por lo que el jueves 29 de agosto de 2019 se leyó la sentencia y fue condenada a 96 años de prisión que fueron readecuados a 9. Además, no contará con ningún beneficio de ejecución de la pena y deberá descontarlos en un centro penitenciario. No obstante, la apelación a la sentencia la mantuvo en libertad, lo cual ha puesto en tela de duda al sistema penal de ese país y ha recibido el oprobio de la ciudadanía. Finalmente, el 24 de octubre de 2024, habiendo agotado y visto denegadas todas las vías de apelación, fue enviada al centro penitencia de mujeres Vilma Curling a cumplir una sentencia de 7 años y medio. 